# 커트 앵글
커트 스티븐 앵글(영어: Kurt Steven Angle, 1968년 12월 9일~)은 미국의 전 프로레슬링 선수이다. 1992년 아마추어 레슬링에 데뷔하여 활동하다가 1998년 프로레슬링계에 데뷔했다. 피니시 무브로는 앵글 슬램, 앵클 락이 있다.
처음에는 월드 레슬링 엔터테인먼트에 데뷔하여 8년 동안 활동하다가 2006년 미국 제 2위의 프로레슬링 단체인 TNA로 이적하였다. 현재는 TNA 생활을 마감했고, 2016년 3월에는 미국의 MMA , 프로레슬링 , 그래플링, 복싱 하이브리드 단체 UR 파이트 프로모션에서 10년만에 레이 미스테리오와 대결하고 2017 WWE 명예의 전당에 들어갔다.

## 정보
키는 183cm 몸무게는 100kg이다.
1996년 애틀랜타에서 열린 1996년 하계 올림픽 자유형 헤비급 부문 금메달리스트이다. 아마추어 레슬링을 줄곧 하다가 WWE 데뷔는 1999년 스맥다운에서 데뷔를 했다.

## 수상
- WWE 챔피언 4회
- WWE 월드 헤비웨이트 챔피언 (구 버전) 1회
- WWE 인터컨티넨탈 챔피언 1회
- WWE 월드 태그팀 챔피언 (신 버전) 1회 - 크리스 벤와 (1회)
- WWE 유로피언 챔피언 1회
- WWE 하드코어 챔피언 1회
- WCW 챔피언 1회
- WCW 유나이티드 스테이츠 챔피언 1회
- WWE 킹 오브 더 링 2000 우승
- 10대 WWE 트리플 크라운 달성
- 5대 WWE 그랜드 슬램 달성
- IWGP 헤비웨이트 챔피언(IGF) 1회
- TNA 월드 헤비웨이트 챔피언 6회
- TNA 월드 태그팀 챔피언 2회 - 스팅 (1회) , AJ 스타일스 (1회)
- TNA X-디비전 챔피언 1회
- 2007 킹 오브 마운틴 우승
- 2009 킹 오브 마운틴 우승
- 2대 TNA 트리플 크라운 달성
- 2013년 TNA 명예의 전당 헌액자
- 2017년 WWE 명예의 전당 헌액자
- PPW 헤비웨이트 챔피언 1회

## 출연 작품
- 워리어 - 코바 역
- 낫 쿨 - 세큐러티 가드 역